# Principio di Babinet
Il principio di Babinet afferma che la figura di diffrazione prodotta da un disco opaco di diametro D è identica a quella prodotta da un'apertura circolare di diametro D praticata su uno schermo opaco.
Questo principio viene usato nella trattazione delle antenne. Grazie a questo principio si può trovare l'impedenza complementare.